# تعددية في الاقتصاد
حركة التعددية في الاقتصاد هي حملة للقضاء على الأحادية في الاقتصاد. وقد أشار مناصرو هذه الحركة إلى أن الأحادية الجوهرية والمنهجية تهيمن حاليًا على الاقتصاد السائد.
ويرى دالين أن الاقتصاد في الماضي كان يتميز بقدر أكبر من التعددية العلمية. وقد ورد في أحد البيانات أن المنهجية الأساسية للدراسات الاقتصادية أحادية. هذا وقد شجع أحد تحالفات التعددية على تضمين مجموعة متنوعة من النظريات الاقتصادية الكلاسيكية الحديثة والابتداعية - بما في ذلك الاقتصاد النمساوي، والنسوي، والماركسي، والمؤسسي، والاجتماعي، والاقتصاد التطوري،
مع الإشارة إلى أن «كل أسلوب فكري يضيف شيئًا فريدًا وقيّمًا للثقافة الاقتصادية».
نشأت حركة التعددية الحالية في التسعينيات من القرن العشرين. في عام 1992، نُشِر التماس كإعلان مدفوع التكلفة في دورية أميريكان إيكونوميك ريفيو. وأوضح ذلك الالتماس أنه «يطالب بقيام اقتصاد تعددي قوي». وشرع الكثير من نقاد الاقتصاد السائد في وصف أنفسهم كمناصرين لمبدأ التعددية؛ وشكلوا مجموعات أو منظمات، مثل الاتحاد الدولي لرابطات الإصلاح في الاقتصاد (ICARE). وفيما بعد، أعلن طلاب فرنسيون حركة «اقتصاد ما بعد التوحدية». واندلعت ثورة بين طلاب مدرسة الأساتذة العليا بفرنسا في عام 2000.
رغم ذلك، لم يستحسن جميع نقاد الاقتصاد السائد الممارسات الاقتصادية التعددية، ونادوا عادةً «بالإصلاح» بدلاً من ذلك، ما حث الكثير من المنظمات التعددية إلى إبعاد نفسها عن هذا المفهوم. على سبيل المثال، الاتحاد الدولي لرابطات الإصلاح في الاقتصاد (ICARE) استبدلت حرف "R" (الذي يشير إلى كلمة «إصلاح» بالإنجليزية "Reform") الموجود في اسمها المختصر بحرف "P" (الذي يشير إلى كلمة «تعددية» بالإنجليزية "Pluralism")، في إشارة منها إلى أن ""الإصلاح«...لا يعبر بحق عن طبيعة أو غرض المنظمة...»